# 南島原市立蒲河小学校
南島原市立蒲河小学校（みなみしまばらしりつ かまがしょうがっこう）は、長崎県南島原市有家町蒲河にあった公立小学校。
2021年（令和3年）3月末に閉校し、南島原市立新切小学校とともに南島原市立有家小学校に統合された。

## 概要
歴史
1874年（明治7年）に「蒲河小学校」として開校。2014年（平成26年）に創立140周年を迎えた。創立147年目の2021年（令和3年）3月末に、有家地区の小学校3校が統合され、閉校した。
学校教育目標
校章
八稜鏡と花の絵を組み合わせたものを背景にして「小」の文字を置いている。
校歌
1975年（昭和50年）に制定。作詞は末吉武史、作曲は福田伸光による。歌詞は3番まであり、各番に校名の「蒲河小学校」が登場する。
校区
住所表記で南島原市有家町の後に「蒲河（蛇田を除く）、山川（白崎）」が続く地域。中学校区は南島原市立有家中学校。

## 沿革
- 1874年（明治7年）
  - 2月15日 - 高来郡有田村蒲河名[6]字浜の荒木嘉平宅の一部を教場として「第五大学区第三中学区[7]蒲河[8]小学校」が開校。
  - 10月29日 - 長崎県により設立が正式に認可される[9]。
- 1876年（明治9年）
  - 有家3カ村が西有家村と東有家村の2村に統合再編される。
    - 有田村と、隅田村の久保名、町村の2名[6]（中須川名・小川名）が東有家村となる。
    - 隈田村の4名[6]（里坊名・須川名・龍石名・長野名）と町村の2名（慈恩寺名・見岳名）が西有家村となる。
- 1877年（明治10年）6月4日 - 学区改正[10]により、「第五大学区第二中学区[11]蒲河小学校」に改称。
- 1878年（明治11年）
  - この年 - 蒲河名白崎に草葺の校舎1棟を新築して移転を完了。
  - 12月24日 - 郡制の施行に伴い学区が改正され、「南高来郡隅田部[12]蒲河小学校」となる。
- 1882年（明治15年）5月 - 教育令の改正により「東有家学区蒲河小学校」と改称。
- 1884年（明治17年）10月 - 統合により「東有家学区二等有家小学校 蒲河分校」となる。
- 1886年（明治19年）8月 - 小学校令の施行により、簡易科（修業年限3年）を設置の上「簡易蒲河小学校」として独立。
- 1889年（明治22年）4月 - 町村制の実施により、東有家村立の小学校となる。
- 1891年（明治24年）9月  - 尋常科（修業年限4年）を設置の上「尋常蒲河小学校」に改称。
- 1893年（明治26年）10月 - 小学校令の改正により、「蒲河尋常小学校」と改称（「尋常」の位置が変わる）。蒲河浜にある荒木作蔵所有の屋敷を借用して移転。
- 1908年（明治41年）4月 - 義務教育年限が4年から6年に延長されたことにより、尋常科5年を新設。
- 1909年（明治42年）4月 - 尋常科6年を新設。
- 1911年（明治44年）9月 - 現在地に移転を完了。
- 1927年（昭和2年）1月1日 - 東有家村が町制施行により有家町となったため、「有家第二尋常小学校」と改称。
  - この時、同町内の東有家尋常小学校が「有家第一尋常高等小学校」に、尾上尋常小学校が「有家第三尋常小学校」となった。
- 1941年（昭和16年）4月1日 - 国民学校令の施行に伴い、「有家町第二国民学校」と改称。尋常科を初等科に改める。
- 1947年（昭和22年）4月1日 - 学制改革（六・三制の実施）により、有家町第二国民学校の初等科が改組され、「有家町立第二小学校」となる。
- 1948年（昭和23年）9月 - 学校後援会を解消し、育友会を組織。
- 1951年（昭和26年）6月1日 - 「有家町立蒲河小学校」に改称。
- 1956年（昭和31年）
  - 4月29日 - 新校舎が完成。
  - 5月7日 - 新校舎に移転を完了。
- 1974年（昭和49年）3月16日 - 体育館が完成。
- 1975年（昭和50年）10月5日 - 創立100周年記念式典を挙行。校歌を制定。
- 1978年（昭和53年）7月30日 - プールが完成。
- 2006年（平成18年）3月31日 - 南島原市の発足に伴い、「南島原市立蒲河小学校」（現校名）に改称。
- 2021年（令和3年）
  - 2月14日 - 閉校式を挙行[2]。
  - 3月31日 - 閉校し、南島原市立有家小学校に統合された[1][2]。

## 交通アクセス
最寄りのバス停
- 島鉄バス 「白崎」バス停

最寄りの国道・県道
- 国道251号（島原街道）

最寄りの鉄道駅
- かつては島原鉄道島原鉄道線「蒲河駅」があったが、2008年（平成20年）3月末に廃止された。

## 周辺
- 前田公民館

## 参考資料
- 「有家町郷土誌」（1981年（昭和56年）3月31日発行, 有家町教育委員会）p.487 -
- 「長崎新聞に見る長崎県戦後50年史（1945～1995）」（1995年（平成7年）8月9日発行, 長崎新聞社）「有家町」